# Jeskyně Mariánská
Mariánská jeskyně leží ve svahu Křtinského údolí v Moravském krasu v blízkosti ponoru č. III. pod závrtem Čertova díra. Jedná se o první jeskyni v Moravským krasu, která byla otevřena veřejnosti. Její pěkná krápníková výzdoba byla poničena za druhé světové války, kdy byla využívána k vojenské výrobě pro německou armádu.